# Horst Pillau

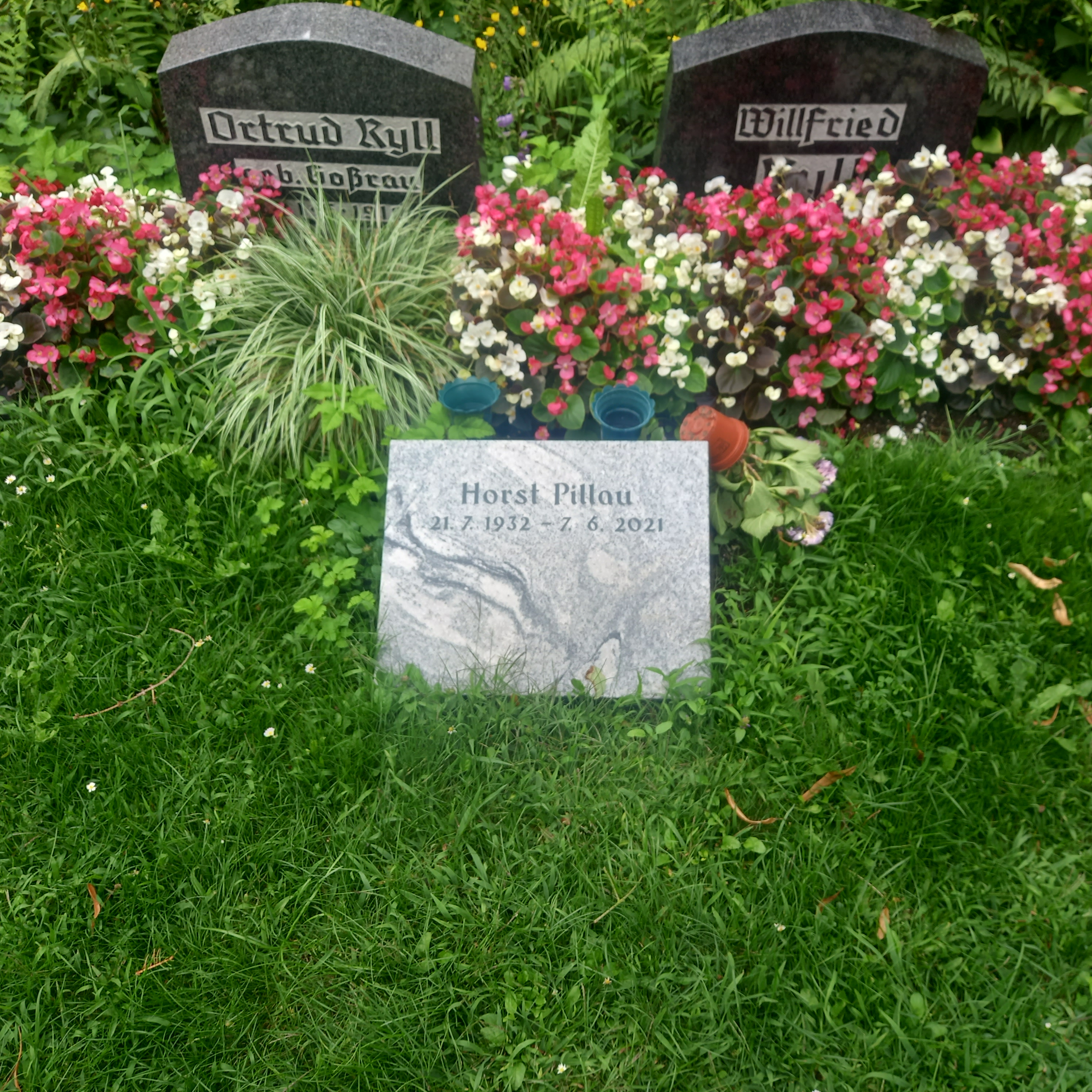
Das Grab von Horst Pillau auf dem Friedhof Wannsee, Lindenstraße in Berlin

Horst Pillau (* 21. Juli 1932 in Wien; † 7. Juni 2021 in Berlin) war ein deutscher Dramatiker, Romancier, Hörspiel- und Drehbuchautor.

## Leben
Pillau, aufgewachsen in Berlin, war ab 1959 als freier Schriftsteller tätig. Sein erster Erfolg war das zusammen mit Curth Flatow verfasste Bühnenstück Das Fenster zum Flur, das später als Ihr schönster Tag  und Im Parterre links auch verfilmt wurde.
Neben Theaterstücken, unter anderem die auch sehr erfolgreich in Niederdeutsch am Ohnsorg-Theater in Hamburg aufgeführten Der Kaiser vom Alexanderplatz, Der Kaiser von Neukölln, Der Kaiser vom Potsdamer Platz (Trilogie), Bilder machen Leute, Die andere Seite, Frauen sind stark!, Hansen gegen Hansen, Jennys Rezept, Jessica kommt zurück!, Leute von Welt, Nie wieder arbeiten!, Was strahlt denn da?, Kohlenpaul und  Zille verfasste Pillau für das Fernsehen zahlreiche Drehbücher (Serien: Stewardessen, Ein Mann macht klar Schiff, Die Wilsheimer, Salto Mortale u. a.; Fernsehspiele: Patient aus Leidenschaft, Der Haupttreffer). Ebenfalls schuf er die Drehbuchadaption von Theodor Fontanes Wanderungen durch die Mark Brandenburg und Simmels Es muß nicht immer Kaviar sein. Für die Fernsehshow Dalli Dalli schrieb und inszenierte Pillau kurze Theaterstücke, bei denen die Kandidaten versteckte Fehler herausfinden sollten.
Sein schriftliches Archiv befindet sich im Archiv der Akademie der Künste in Berlin.
Von ihm erschienen Romane und andere Bücher (Die Geisterbehörde, Familienbande, Ich schenk dir Miramare, Der Märchenpilot, Auf immer und ewig, Guten Tag, Herr Liebhaber u. a. Erzählungen: Anflug auf den Kurfürstendamm, Luft gibt’s überall, aber atmen kannste nur hier, Wir lernen Ihnen Deutsch, die Anthologie Klein Aber voller Köstlichkeiten) sowie 2017 Airborne, 2018 Es wird schon heller sowie 2020 Endlich ein Held als neueste Werke.
Horst Pillau war mit Susanne Pillau, geb. Ryll, verheiratet, sie hatten drei Kinder und fünf Enkelkinder. Er war von 1956 bis 2015 Privatpilot mit über zweitausend Flugstunden.
Pillau starb im Alter von 88 Jahren und wurde auf dem Berliner Friedhof Wannsee, Lindenstraße, (Nr. 11/54–57) beigesetzt.

## Ehrungen und Auszeichnungen
Pillau erhielt den Verdienstorden der Bundesrepublik Deutschland (Verdienstkreuz am Bande), den Goldenen Aeskulapstab des Hartmannbundes, die Goldene Nadel der Dramatiker Union (1985) und die Goldene Iffland-Medaille des Berliner Theaterclubs.

## Theaterstücke (Auswahl)
- Allens echt, Fro Sperling? Komödie Niederdeutsch, Ahn und Simrock Bühnen- und Musikverlag, Hamburg
- Alltag heute Sketche, Ahn und Simrock Bühnen- und Musikverlag, Hamburg
- Arbeit muss sein, Sketche, Ahn und Simrock Bühnen- und Musikverlag, Hamburg
- Aus bösen alten Zeiten, Sketche, Ahn und Simrock Bühnen- und Musikverlag, Hamburg
- Bilder machen Leute, Komödie, Ahn und Simrock Bühnen- und Musikverlag, Hamburg
- Bretter, die die Welt bedeuten, Sketche Ahn und Simrock Bühnen- und Musikverlag, Hamburg
- Das Auto – Unser liebstes Kind, Sketche, Ahn und Simrock Bühnen- und Musikverlag, Hamburg
- Der Mann meiner Wahl, Komödie Ahn und Simrock Bühnen- und Musikverlag, Hamburg
- Deutsche Probleme, Sketche, Ahn und Simrock Bühnen- und Musikverlag, Hamburg
- Die andere Seite, Schauspiel, Ahn und Simrock Bühnen- und Musikverlag, Hamburg
- Draußen auf der Strasse, Sketche, Ahn und Simrock Bühnen- und Musikverlag, Hamburg
- Een Hansen toveel, Komödie, Niederdeutsch, Ahn und Simrock Bühnen- und Musikverlag, Hamburg
- Fraue mit Power, Komödie, Schweizerdeutsch, Ahn und Simrock Bühnen- und Musikverlag, Hamburg
- Frauen sind stark!, Komödie, Ahn und Simrock Bühnen- und Musikverlag, Hamburg
- Ganz schön irre Typen, Sketche, Ahn und Simrock Bühnen- und Musikverlag, Hamburg
- Gefährliche Landung, Komödie, Ahn und Simrock Bühnen- und Musikverlag, Hamburg
- Haben Sie heute Abend Zeit?, Komödie, Ahn und Simrock Bühnen- und Musikverlag, Hamburg
- Hansen gegen Hansen, Komödie, Ahn und Simrock Bühnen- und Musikverlag, Hamburg
- Im Zeitalter der Raumfahrt, Sketche, Ahn und Simrock Bühnen- und Musikverlag, Hamburg
- Jahrgang zweiunddreißig, Monolog, Schauspiel, Ahn und Simrock Bühnen- und Musikverlag, Hamburg
- Jenny ehr Rezept, Komödie, Niederdeutsch, Ahn und Simrock Bühnen- und Musikverlag, Hamburg
- Jennys Rezept, Komödie, Ahn und Simrock Bühnen- und Musikverlag, Hamburg
- Jessica kommt zurück!, Komödie, Ahn und Simrock Bühnen- und Musikverlag, Hamburg
- Klimawechsel, Komödie, Ahn und Simrock Bühnen- und Musikverlag, Hamburg
- Kohlenpaul, Volksstück, Ahn und Simrock Bühnen- und Musikverlag, Hamburg
- Landung bi Nevel, Komödie, Niederdeutsch, Ahn und Simrock Bühnen- und Musikverlag, Hamburg
- Leute von Welt, Komödie, Ahn und Simrock Bühnen- und Musikverlag, Hamburg
- Liebe mit Hindernissen, Sketche, Ahn und Simrock Bühnen- und Musikverlag, Hamburg
- Nie wieder arbeiten!, Komödie, Ahn und Simrock Bühnen- und Musikverlag, Hamburg
- Selbst die beste Ehe ist eine Bußzeit, Sketche, Ahn und Simrock Bühnen- und Musikverlag, Hamburg
- Theaterzauber, Komödie, Ahn und Simrock Bühnen- und Musikverlag, Hamburg
- Vater sein dagegen sehr, Sketche, Ahn und Simrock Bühnen- und Musikverlag, Hamburg
- Vergnügliche Sketche, Ahn und Simrock Bühnen- und Musikverlag, Hamburg
- Was strahlt denn da?, Komödie, Ahn und Simrock Bühnen- und Musikverlag, Hamburg
- Freunde wie wir, Musical mit Bernd Köllinger, Musik: Klaus Wüsthoff, Ahn und Simrock Bühnen- und Musikverlag, Hamburg

## Filmografie (Auswahl)
- 1961: Ihr schönster Tag (Drehbuch mit Curth Flatow)
- 1964: Der Dokter (Drehbuch)
- 1967: Großer Mann was nun? (Fernsehserie, Drehbuch)
- 1969: Stewardessen (Fernsehserie, Drehbuch)
- 1970: Ein Jahr ohne Sonntag / Ein Jahr mit Sonntag (13-teilige Fernsehserie, Drehbuch)
- 1970: Kudammgeschichten (Drehbuch)
- 1971: Glückspilze (Drehbuch)
- 1972: Gefährliche Streiche (Fernsehserie, Drehbuch mit Rolf Honold)
- 1973: Zwischen den Flügen (Fernsehserie, Drehbuch)
- 1974: Auf immer und ewig (Fernsehserie, Drehbuch)
- 1974: Unter einem Dach (Fernsehserie, Drehbuch, mehrere Folgen)
- 1977: Es muß nicht immer Kaviar sein (Fernsehserie, Drehbuch)
- 1979: Die Geisterbehörde (Drehbuch)
- 1979–1981: Sonne, Wein und harte Nüsse (Fernsehserie, Drehbuch)
- 1986: Wanderungen durch die Mark Brandenburg (Drehbuch)
- 1991: Patient aus Leidenschaft (Drehbuch)